# Sumner, Georgia
Sumner är en ort i Worth County i Georgia. Orten har fått sitt namn efter markägaren John C. Sumner. Sumner hade 427 invånare enligt 2010 års folkräkning.